# Bâoli

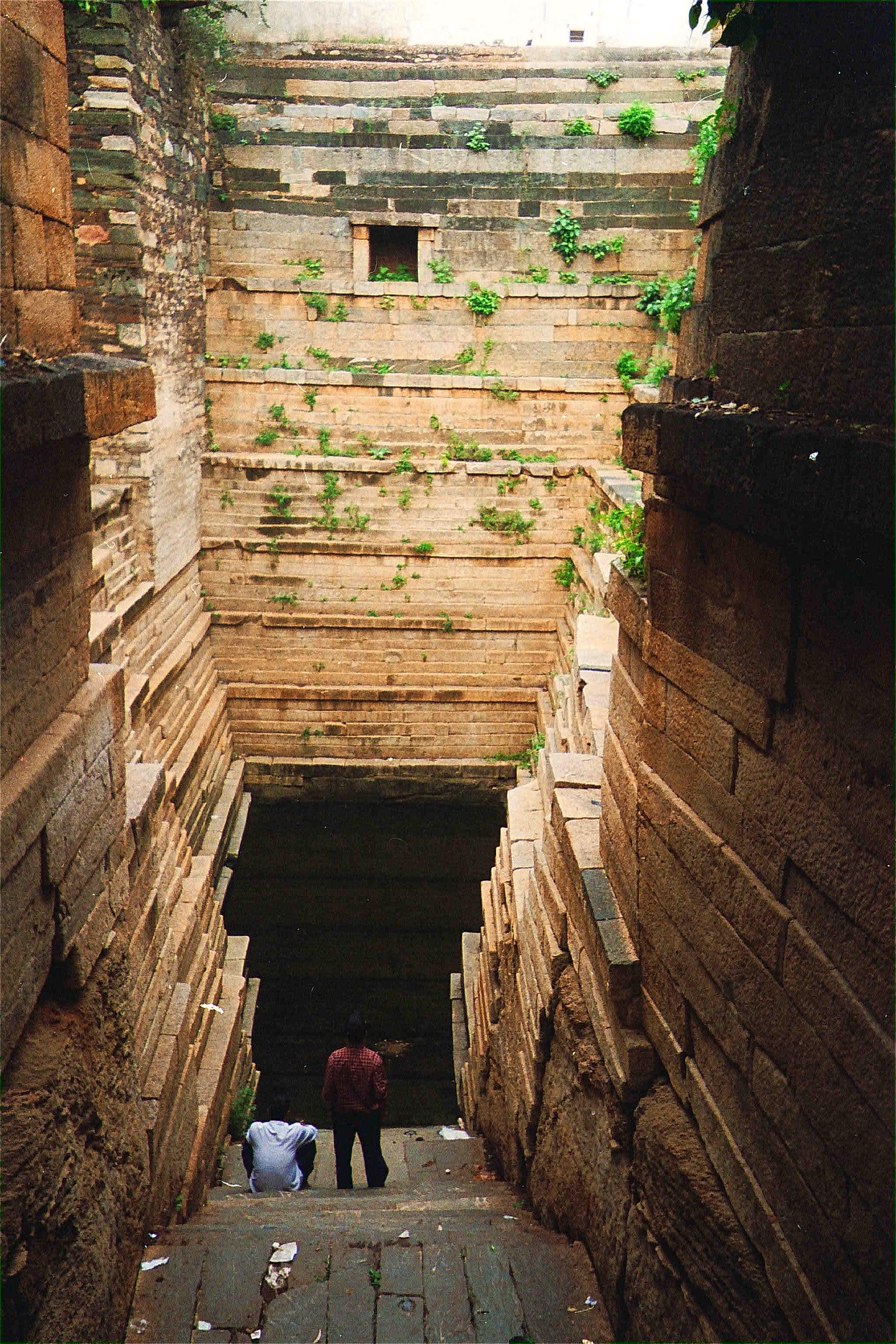
Un bâoli au, dans le Karnataka.

Les bâoli, bâodi, bâori (hindi : bāwṛī बावड़ी / bāwlī बावली), ou wav sont des puits à degrés très courants en Inde. Les bâolis ont connu au Gujarat — le remarquable Rani ki Vav de Patan datant du XIe siècle, par exemple — et au Rajasthan — le Raniji ki Baori de Bûndî (1699) — des formes complexes richement décorées de peintures ou de sculptures et des tailles très impressionnantes.
Les bâolis sont utilisés tant pour des raisons religieuses et rituelles, permettant les ablutions et bains rituels, que comme source d'approvisionnement en eau.
Dans le Sud de l'Inde et au Sri Lanka, ils portent le nom générique de tank, au Cambodge celui de baray.

## Dans le sikhisme
Pour les sikhs, les baolis sont des lieux sacrés, comme pour les hindous. Le plus célèbre est celui de Goindwal, village du troisième gourou du sikhisme, Guru Amar Das, qui a supervisé sa construction. Au total, 84 marches descendent au puits, ce chiffre faisant référence au nombre de naissances que l'âme peut parcourir avant sa libération. Guru Nanak, le fondateur du sikhisme, parle des baolis comme lieux de pèlerinage. Il est dans la tradition de dire que si, à chaque marche, le croyant récite une prière sikhe avant de se baigner, il atteint la libération appelée mukti.

## Galerie

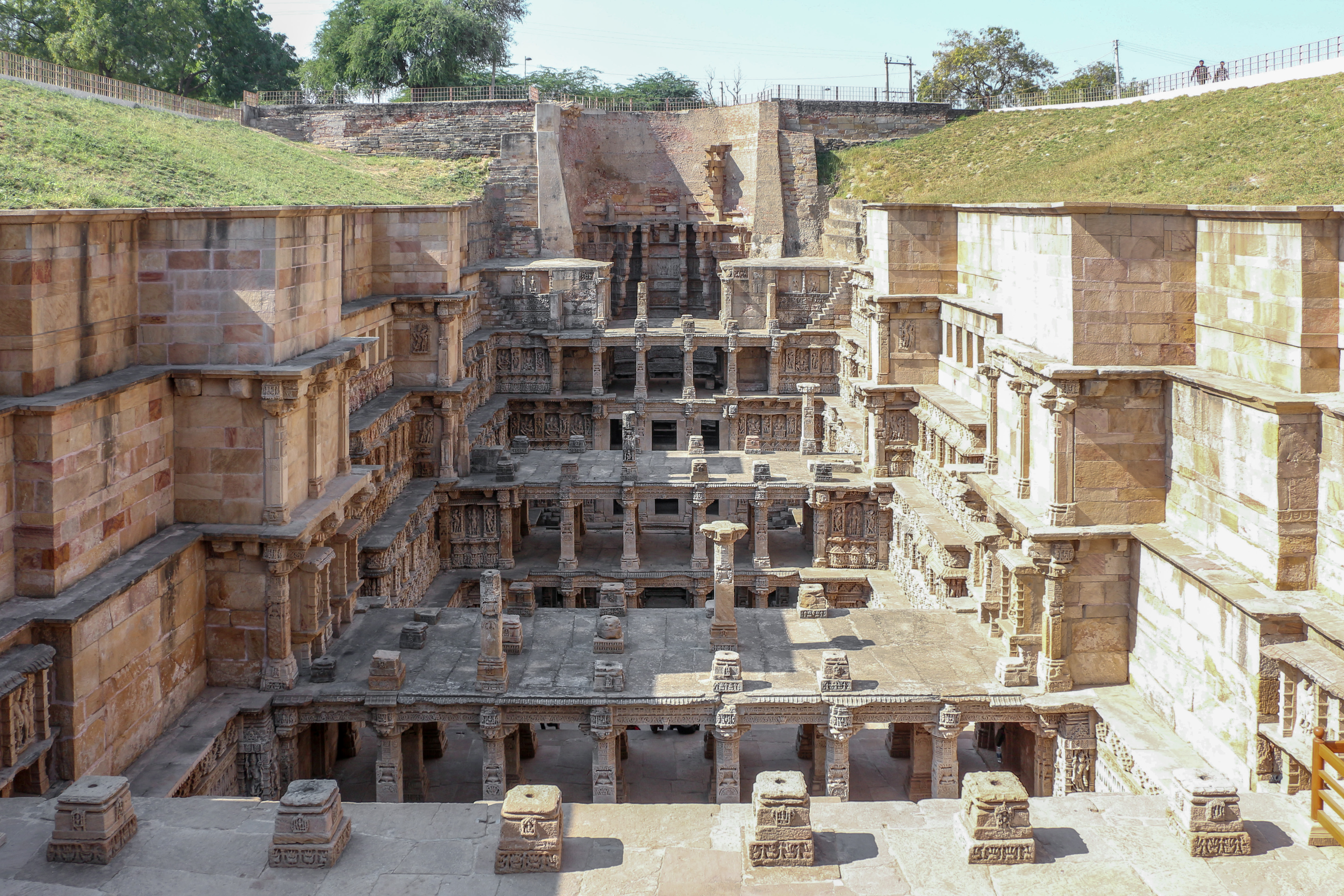
Le Rani-ki-Vav à Patan, dans le Gujarat.
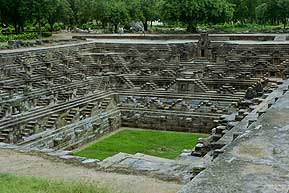
Le bâoli du temple de Sūrya de Modhera, Gujarat.
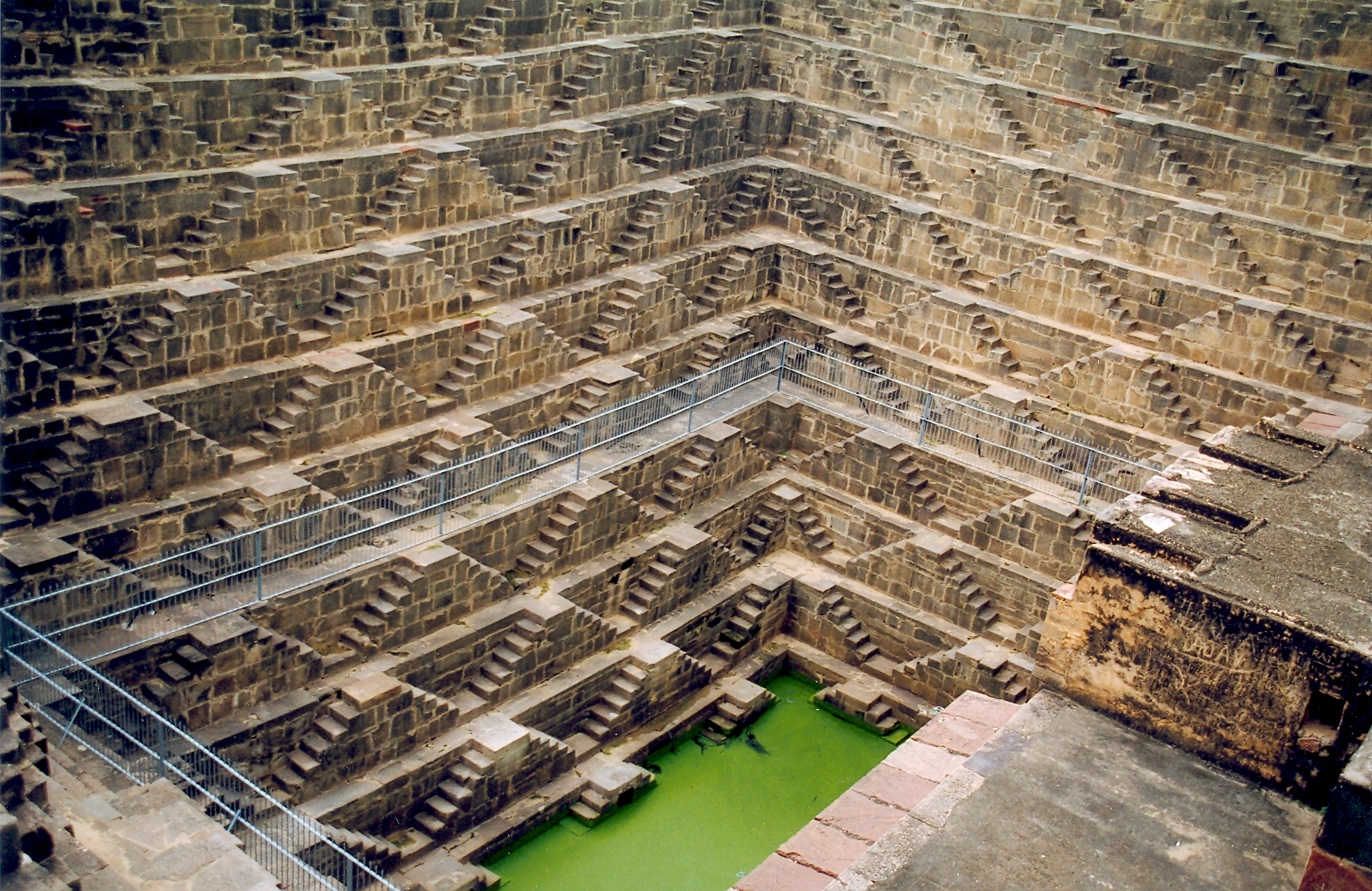
Le bâoli Chand à Abhaneri, Rajasthan.
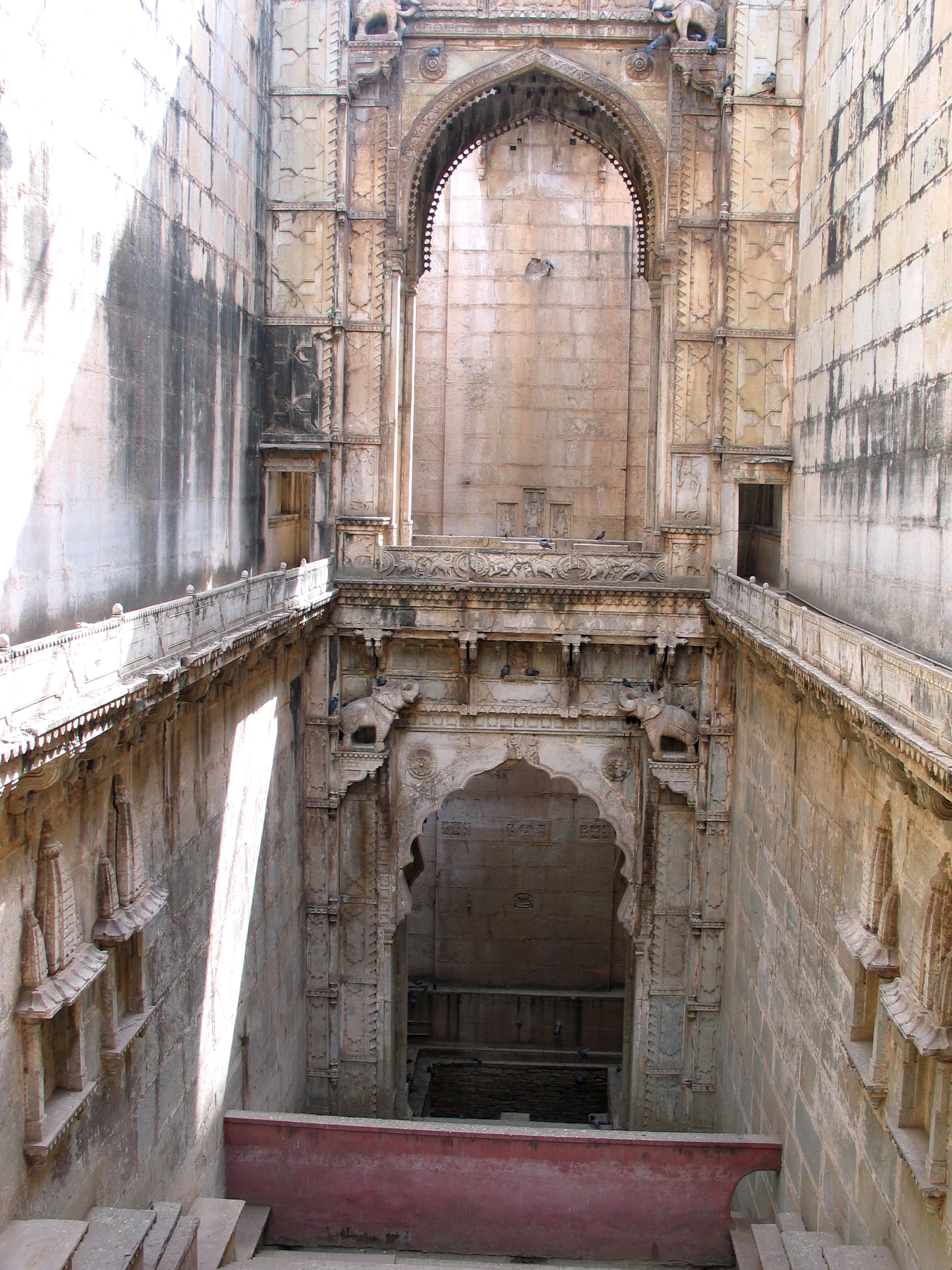
Le Tanij ki Bâoli à Bûndî.
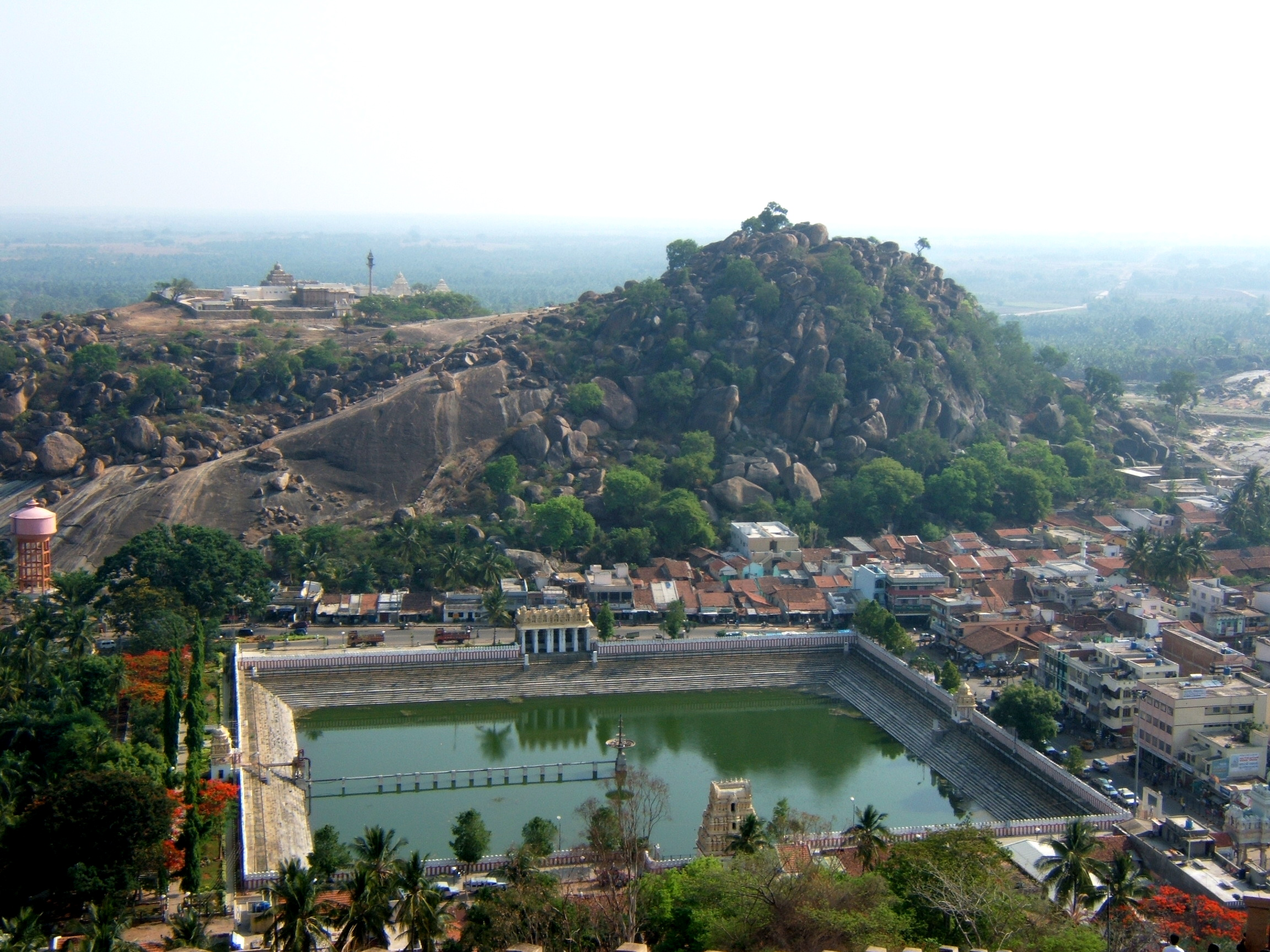
Citerne à degrés de Shravanabelagola, au Karnataka.

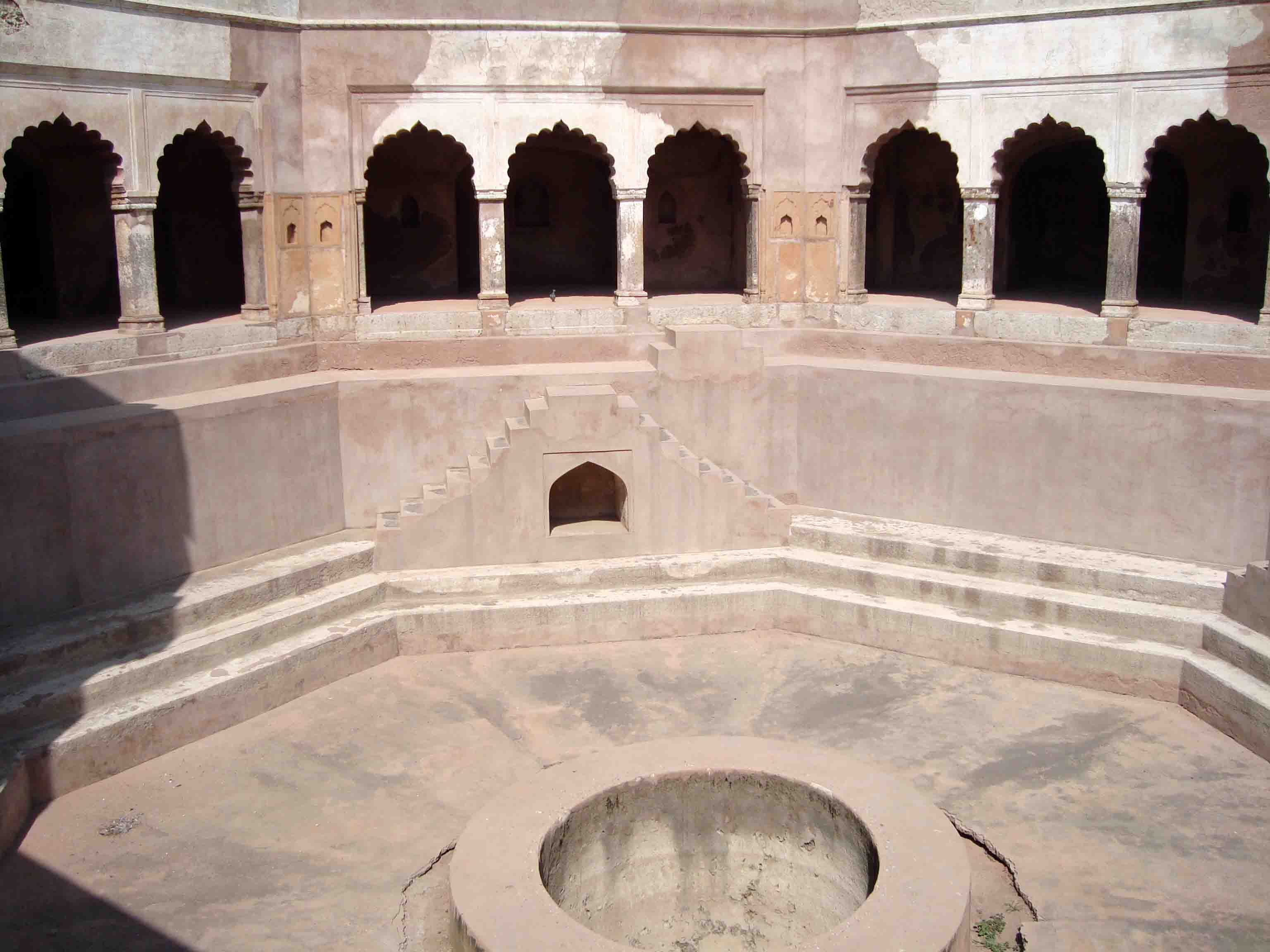
À Farrukhnagar (en) dans l'Haryana.
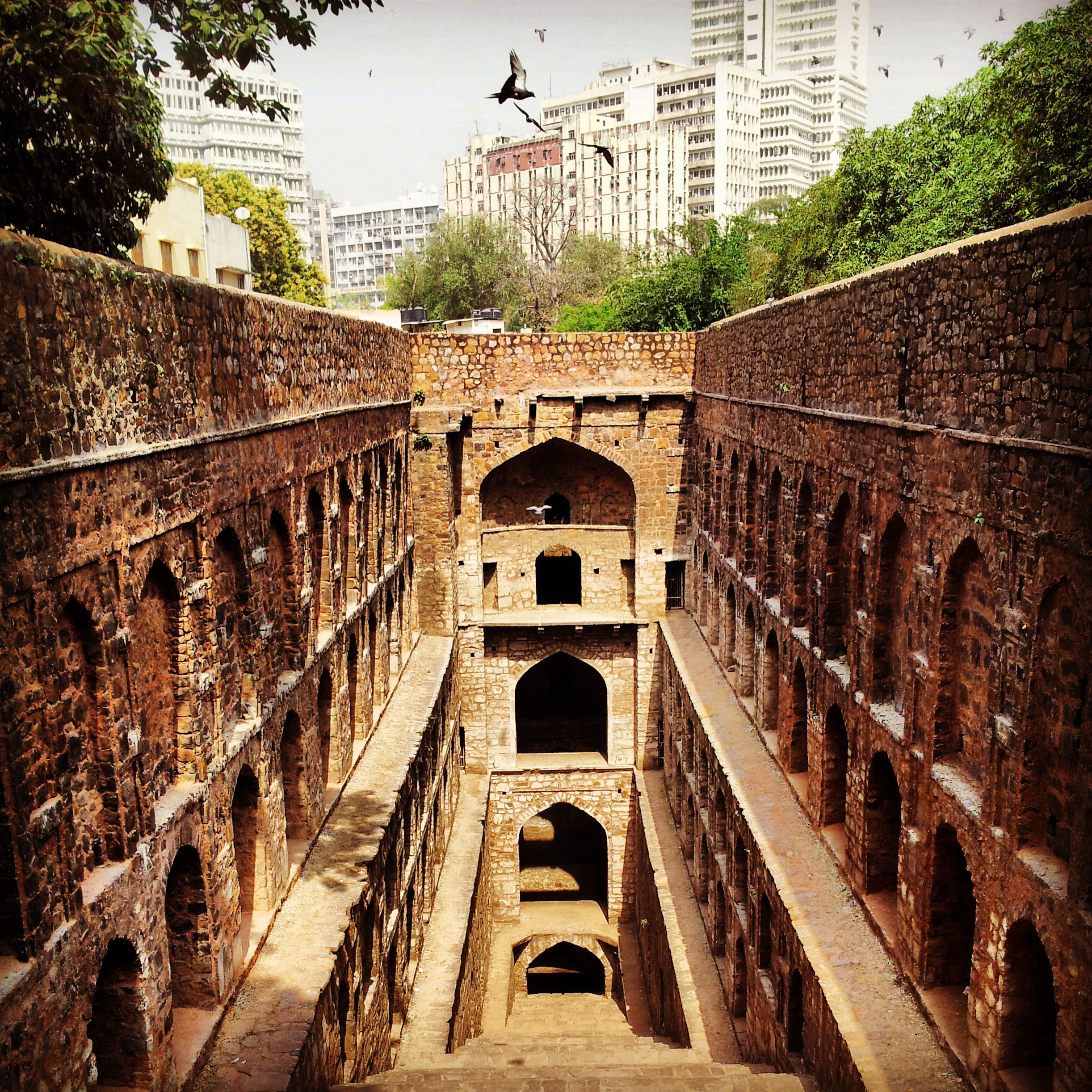
L'Agrasen ki Baoli, près de Connaught Place à New Delhi.
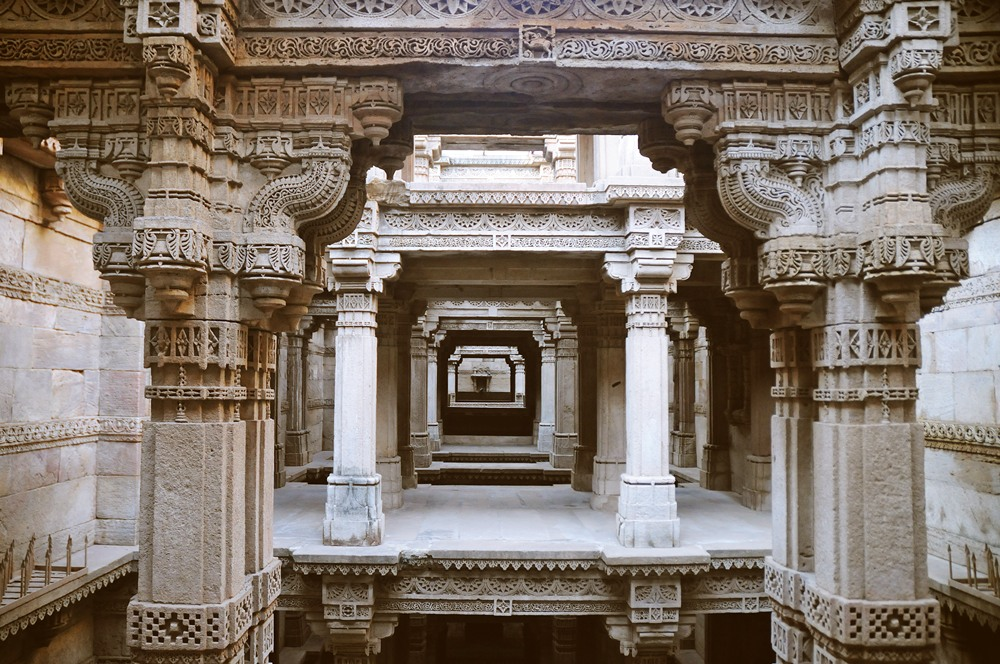
Bâoli d'Adalaj, dans la ville d'Adalaj, Gujarat.